# Eberhard Fugger

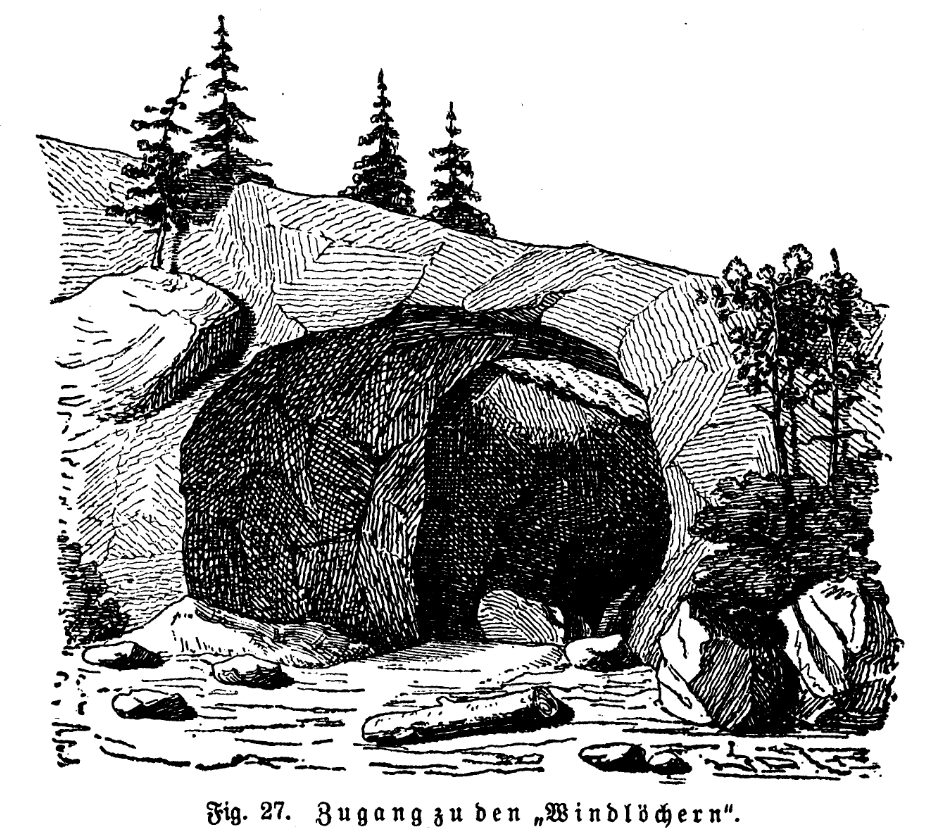
Skizze des Eingangsbogens der Windlöcher am Untersberg, 1888.

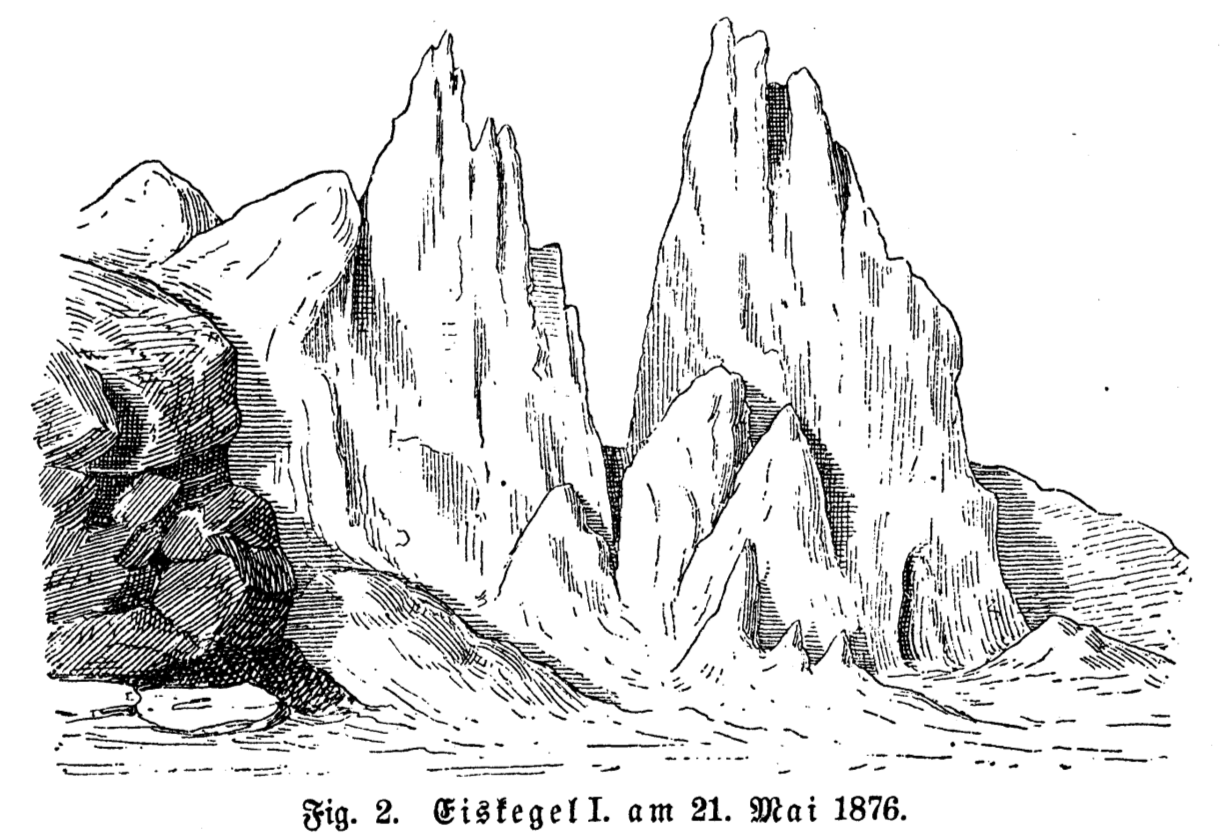
Skizze eines Eiskegels in der Kolowratshöhle im Untersberg, 1876.

Eberhard Friedrich Fugger (* 3. Jänner 1842 in Gnigl in Salzburg; † 21. August 1919 in Salzburg) war ein österreichischer Naturforscher und von 1902 bis 1919 Direktor des Städtischen Museums Carolino Augusteum in Salzburg.

## Leben
Eberhard Fugger wurde im Schloss Arenberg geboren. Sein Vater war Graf Johann Nepomuk Friedrich Fugger von Kirchberg und Weißenhorn (1787–1846). Eberhards Mutter Walburga Kohn (1815–1885) war Haushälterin beim Grafen Friedrich Fugger. Der Kindesvater erkannte seine Vaterschaft an und ließ sich in das Geburts-Matrikel-Buch der Pfarre Gnigl eintragen. Somit durfte Eberhard Friedrich fortan den väterlichen Familiennamen tragen, aber ohne Anspruch auf Adel, Wappen und Erbe. Er besuchte das Gymnasium in Salzburg und studierte dann Naturwissenschaften an der Universität Wien mit dem Abschluss der Lehramtsprüfung im Jahr 1863. Als Mittelschullehrer wirkte er vorerst bis 1870 in Stockerau und anschließend bis 1899 in Salzburg. Im Jahr 1902 wurde er Leiter des städtischen Museums in Salzburg, des heutigen Salzburg Museums. Seine wichtigsten Arbeiten handeln über das Vorland der Stadt Salzburg, speziell über den Untersberg. Auch über die meteorologischen Verhältnisse in Eishöhlen verfasste er wichtige Arbeiten.
Bereits 1888 wurde er Vorstand der Gesellschaft für Salzburger Landeskunde. Diese Funktion übte er bis 1918 aus. Er war auch Mitglied der Salzburger Liedertafel.
Fugger starb am 21. August 1919. Begraben ist er am Salzburger Kommunalfriedhof. Sein Grab wurde 1953 zum Ehrengrab erhoben.

## Werke
- Die Mineralien des Herzogthumes Salzburges. Selbstverlag In Commission Dieter, Salzburg 1878, OBV.[2] (Auch aus: 11. Jahres-Bericht der k.k. Ober-Realschule in Salzburg, OBV. Sonderausgabe. A. Pustet, Salzburg 1878), ÖNB.
- Die Torf-Gase im Untersbergmoore. In: Mitteilungen der Gesellschaft für Salzburger Landeskunde, Jahrgang 1879, (Band XIX), S. 168–183 (online bei ANNO).
- Die phänologischen Beobachtungen in Salzburg aus den Jahren 1872 bis 1880. In: Programm der k. k. vollständigen Unter-Realschule in Salzburg, Band 1880.2, s. l. 1880, OBV, ÖNB.
- Der Untersberg. Wissenschaftliche Beobachtungen und Studien. In: Zeitschrift des Deutschen Alpenvereins / Zeitschrift des Deutschen und (des) Österreichischen Alpenvereins, Jahrgang 1880, (Band XI), S. 117–197 (online bei ANNO).
- Die Bergbaue des Herzogthumes Salzburg. Pustet, Salzburg 1881, OBV, ÖNB.
- Carl Aberle, —, Carl Kastner: Geologische Skizze des Landes Salzburg. In: Beiträge zur Kenntniss von Stadt und Land Salzburg. Ein Gedenkbuch an die 54. Versammlung deutscher Naturforscher und Ärzte. A. Pustet, Salzburg 1881, OBV, ÖNB.
- Ueber die Quellentemperaturen. In: Jahres-Bericht der k.k. Ober-Realschule in Salzburg, Band 15.1882. Selbstverlag der k.k. Ober-Realschule, Pustet, Salzburg 1882, OBV.
- —, Carl Kastner: Aus den salzburgischen Kalkalpen. In: Mitteilungen der Gesellschaft für Salzburger Landeskunde, Jahrgang 1883, (Band XXIII), S. 145–169 (online bei ANNO).
- —, Carl Kastner: Verzeichnis der Gefässpflanzen des Herzogthumes Salzburg. In: Jahres-Bericht der k.k. Ober-Realschule in Salzburg, Bände 16.1883 sowie 17.1884. Selbstverlag der k.k. Ober-Realschule, Salzburg 1883/84, OBV, ÖNB.
- Der Gollinger Wasserfall. In: Mitteilungen des Deutschen und Österreichischen Alpenvereins, Jahrgang 1884, (Band X), S. 360–363. (Online bei ALO).
- Die Schneemassen im Birnlochgraben. In: Mitteilungen des Deutschen und Österreichischen Alpenvereins, Jahrgang 1884, (Band X), S. 317 ff. (Online bei ALO).
- —, Carl Kastner: Naturwissenschaftliche Studien und Beobachtungen aus und über Salzburg. Kerber, Salzburg 1885, OBV, ÖNB.[Anm. 1]
- —, Karl Kastner: Vom Nordabhange des Untersberges. In: Mitteilungen der Gesellschaft für Salzburger Landeskunde, Jahrgang 1886, (Band XXVI), S. 338–351 (online bei ANNO).
- —, Carl Kastner: Analytische Tabellen zur Bestimmung der salzburgischen Mineralien. Oberer’s selige Witwe, Salzburg 1887, OBV, ÖNB.
- —, Julius Czerny (Ill.): Vier subjective Lichtbilder. In: Jahres-Bericht der k.k. Ober-Realschule in Salzburg, Band 20.1886/87, S. 3–13, OBV, ÖNB.
- —, Julius Czerny (Ill.): Das Salzachthal zur Eiszeit. In: Jahres-Bericht der k.k. Ober-Realschule in Salzburg, Band 20.1886/87, S. 15–23, OBV, OBV.
- Beobachtungen in den Eishöhlen des Unterberges bei Salzburg. In: Mitteilungen der Gesellschaft für Salzburger Landeskunde, Jahrgang 1888, (Band XXVIII), S. 66–164 (online bei ANNO).
- —, Carl Kastner: Das Salzbergwerk Dürrenberg. Oberer’s selige Witwe, Salzburg 1889, OBV, ÖNB.
- —, Karl Kastner: Beiträge zur Flora des Herzogthumes Salzburg. In: Mitteilungen der Gesellschaft für Salzburger Landeskunde, Jahrgang 1891, (Band XXXI), S. 259–312 (online bei ANNO).
- Eishöhlen und Windröhren. In: Programm der k. k. vollständigen Unter-Realschule in Salzburg, Bände 1891, 1892, 1893. Selbstverlag der k.k. Ober-Realschule, Salzburg 1891/92/93, OBV, ÖNB.
- Friedburg und Anogl im Oberpinzgau. In: Mitteilungen der Gesellschaft für Salzburger Landeskunde, Jahrgang 1893, (Band XXXIII), S. 207–211 (online bei ANNO).
- Die Seinsheims und ihre Zeit. Eine Familien- und Kulturgeschichte von 1155 bis 1890; mit urkundlichen Belegen und Illustrationen. Piloty & Loehle, München 1893 Digitalisat
- Das Erdbeben vom 14. April 1895. In: Mitteilungen der Gesellschaft für Salzburger Landeskunde, Jahrgang 1895, (Band XXXV), S. 231–238 (online bei ANNO).
- Beobachtungen über das Leben der Erdbienen. In: Mitteilungen der Gesellschaft für Salzburger Landeskunde, Jahrgang 1893, (Band XXXIII), S. 79 f (online bei ANNO).
- Die Halleiner Strauben. In: Mitteilungen der Gesellschaft für Salzburger Landeskunde, Jahrgang 1893, (Band XXXIII), S. 164–168 (online bei ANNO).
- —, Carl Kastner: Die Geschichte der Salzach. Aus: Mittheilungen der k.k. Geographischen Gesellschaft in Wien, Band 38.1895 (Neue Folge 28.1895), ZDB-ID 686888-5. Reichswehr, Wien 1895, OBV.
- —, Karl Kastner: Beiträge zur Flora des Herzogthumes Salzburg. II. In: Mitteilungen der Gesellschaft für Salzburger Landeskunde, Jahrgang 1899, (Band XXXIX), S. 29–79 (online bei ANNO).
- —, Karl Kastner: Beiträge zur Flora des Herzogthumes Salzburg. II. (Schluß). In: Mitteilungen der Gesellschaft für Salzburger Landeskunde, Jahrgang 1899, (Band XXXIX), S. 169–212 (online bei ANNO).
- Das Salzburger Vorland. Aus: Jahrbuch der Kaiserlich-Königlichen Geologischen Reichsanstalt, Band 49.1899, 2. R. Lechner in Commission, Wien 1899, OBV.
- Geologische Mittheilungen. In: Mitteilungen der Gesellschaft für Salzburger Landeskunde, Jahrgang 1901, (Band XLI), S. 71–79 (online bei ANNO).[Anm. 2]
- Die Gaisberggruppe. In: Jahrbuch der Kaiserlich-Königlichen Geologischen Reichsanstalt. Band 56, Reichsanstalt, Wien 1906, OBV, S. 213–258 (zobodat.at [PDF]).
- Das Blühnbachtal. In: Jahrbuch der Kaiserlich-Königlichen Geologischen Reichsanstalt. Band 57, Lechner (W. Müller), Wien s. a. 1907, OBV, S. 91–114 (zobodat.at [PDF]).
- Die Salzburger Ebene und der Untersberg. In: Jahrbuch der Kaiserlich-Königlichen Geologischen Reichsanstalt. Band 57, Lechner in Kommission, Wien 1907, OBV, S. 455–528 (zobodat.at [PDF]).
- Das Dientener Tal und seine alten Bergbaue. In: Mitteilungen der Gesellschaft für Salzburger Landeskunde, Jahrgang 1909, (Band XLIX), S. 121–136 (online bei ANNO).
- Klammen und Schluchten im Lande Salzburg. In: Mitteilungen der Gesellschaft für Salzburger Landeskunde, Jahrgang 1910, (Band L), S. 1–24, Beilage Hauptteil (online bei ANNO).

## Auszeichnungen, Ehrungen
- Bürgerrecht der Stadt Salzburg, 1894[3]
- Goldenes Verdienstkreuz mit der Krone, 1905[3]
- Ehrenbürger der Stadt Salzburg, 1911
- Ehrendoktor (auf Beschluss der philosophischen Fakultät der Universität Innsbruck), 1912[4]
- Ehrenporträt (Salzburg Museum), 1918[4]
- Benennung der Eberhard-Fugger-Straße im Stadtteil Parsch, 1920[5]